# Kapanga luana
Kapanga luana är en spindelart som beskrevs av Forster 1970. Kapanga luana ingår i släktet Kapanga och familjen panflöjtsspindlar. Inga underarter finns listade i Catalogue of Life.